# Yves Billet
Yves Billet (Oostende, 1934 - Quincan (Frankrijk), 1991) was een Belgisch kunstschilder, tekenaar en aquarellist.
Hij was een autodidact en trad in de vroege zestiger jaren van de 20ste eeuw met succes naar buiten in toenmalige Oostendse galeries zoals bijvoorbeeld "La Chèvre Folle". Zijn schilder- en tekenkunst was een persoonlijke variant op het surrealisme.

## Musea
- Oostende, Mu.ZEE